# Congrès universel d'espéranto de 1913
Pour un article plus général, voir Congrès universel d'espéranto.
Le congrès universel d’espéranto de 1913 est le 9e congrès universel d’espéranto, organisé en août 1913, à Berne en Suisse. 